# Hensmåla
Hensmåla är en by belägen utmed länsväg 120 vid Stora Hensjön i Södra Sandsjö socken i Tingsryds kommun i Kronobergs län. Orten var till och med år 2000 klassad som en småort. Från 2015 avgränsar SCB åter här en småort.
I byn finns det största av Tingsryds kommuns fem vattenverk som förser Tingsryds kommun med dricksvatten. Vattenverket tar ytvatten från Hensjön och infiltrerar det i en grusås och skapar nytt grundvatten på så sätt. Verket förser drygt 5000 personer med dricksvatten. Ledningen går till Tingsryd respektive Konga i järnvägsbanken.
Varje år sedan 2012 arrangeras i Hensmåla ett triathlon vid namn Hensmåla Triathlon. Alla pengar som samlas in under triathlonet går till forskning inom sjukdomen ALS.

## Historia

### Förhistoria
Nära Hensmåla skola på en kulle ligger en hällkista (RAÄ 108:1). Den upptäcktes 1926 då Dackebygdens hembygdsförening skulle bildas 1926. Hembygdsföreningen var tänkt att omfatta Linneryd, Södra Sandsjö, Tingsås och Väckelsång. Mötet hölls på Hensmåla skolgård och vid detta möte upptäcktes hällkistan. Det finns för övrigt ännu en hällkista i Hensmåla RAÄ nr 11. Den ligger på Hensmåla Östergårds ägor norr om landsvägen. 

### Lösfynd
SHM 14757 innehåller en trindyxa funnen i Henemåla vilket är en felskrivning för Hensmåla (ortnamnet Henemåla finns inte i ortnamnsregisteret över Södra Sandsjö). SHM 11251 innehåller en skafthålsyxa funnen i Hemsemåla, lika okänt i socknen och ska vara Hensmåla. Någon kilometer söder om hällkistan finns en registrerad boplats vid sjöstranden med avslag av kvarts och kristianstadflinta. (L1952:6431 Boplats). Allt detta indikerar en stenåldersbebyggelse i byn.

### Jordeboken 1567
- Kronohemman Nils Månsson (rappat = plundrat av danskarna)
- Kronohemman Sven (rappat = plundrat av danskarna)

### Karl i Hensmåla får häradsbevis 1646
I Konga dombok förd vid tinget 12-13 juni 1646 får vi veta att Karl i Hensmåla begärde häradsbevis på hemmanet Hensmåla som han åbor och som hans förfäder "upptaget av forno mark"  som de har "böggt och bättrat"  så att det  är  "gott för ett helt cronohemman". Historien innan Karl var : Karls farfar Måns Svensson började hemmanet av öde mark bygga, och sedan Karls fader Niels Månsson och sedan slutligen Karl Nilsson i Hensmåla. Alla har de blivit vid samma hemman hela sitt liv. Vi vet alltså att under 1500-talets andra halva började Måns Svensson att ta upp ett nytt hemman som så kallad "målakarl. 1646 tingsfördes hemman av karl Nielsson i Hensmåla. 

### Bynamnet och uppdelningen i Västre- och Östregård.
"Bynamnet skrevs under 1500-talet Höffnesmale. Förleden kommer av  Hednir som betyder "hedbor" men efterleden -måla betyder "uppmätt jordstycke" (från fornsvenskans male = mäta) som alltså har brutits ut från annan bebyggelse. Även om namntypen är ganska ung som sammansättning med måla (förmodligen medeltida) så är det bara benämningen på den bebyggelse vi skildrat ovan. Den äldre formen Hen kommer från sjönamnet (Stora Hensjön förr i lokal språkbruk Stora He) Hen efter sjön, s:et i Hensmåla är resten av ordet sjö, och måla tillagt vid hemmansbildningen skildrad ovan. Ovan skildrade hemman splittrades i två hemman, Hensmåla Västregård och Hensmåla Östregård och dessa två byar i Hensmåla lever kvar in i modern tid folkbokföringens församlingsböcker. Hensmåla Västregård låg som en radby utmed häradsvägen Tingsryd-Konga, medan Hensmåla Östregård splittrades och gårdarna skiftades ut på markerna norrut mot Idemåla/Nygård. 

### Skatteköp efter 1719 och byalaget från 1745
1719 infördes rätten att Skatteköpa kronohemman och i Hensmåla blev alla gårdar friköpta och kallades krono-skattehemman. I byn var byastämman byns juridiska grund. I Kronobergs län kom den första mönsterbyordningen 1745 signerad Anders Koskull, landshövding i länet. 1816 ersattes den av Stellan Mörners byordning somi 44 paragrafer reglerade reglerna för byns skötsel till byarna avvecklades på 1900-talet. Byastämman var bara för de besuttna bönderna, jordägarna i byn, inte för tjänstefolk, backstugesittare och torpare och annat löst folk. 

### Hensmåla byalag 1837–1928
I Södra Sandsjö hembygdsförenings arkiv finna byastämmoprotokollen 1837–1928 bevarade. Där finns också budkaveln från 1837. I de gamla byarna gick djuren på skogsbete (kor, hästar, får och grisar) och byalagets viktigaste uppgift var att gärdesgårdar, stättor och grindar skulle hållas i stånd och djuren hållas borta från äng och åker, de  var instängslade "lyckta" (=stängda) för djuren. Frågor om hägnader dominerar i byastämmoprotokollen. Vägar , häradsvägar och byavägar skulle underhållas av byamännen efter hemmanens mantalsatta jord. Byn skötte också snöröjningen, därtill fanns plogfogdar som organiserade så kallade ploglag vid behov av snöröjning. Efter skiftet i Hensmåla Östregård 1833-1834 fanns viss oenighet om rätta rågångar mellan hemmanen och gärdsgårdars placering. "Gatan" i Hensmåla var vägen som gick genom Hensmåla Västregård och "Strätet" var motsvarande i Hensmåla Östregård. Markområdet runt vägen var rikligt gräsbeväxt och var  byallmänning och här reglerades betesgången av byalaget. Vägen fick inte betas av får men av kor men endast dagtid. Byamännen tilldelades betet olika år. 
Byns linbasta låg på vägallmänningen mitt emot Hensmålas första skolhus. Den byggdes på 1800-talets slut av stenhuggare som fick 40 kr i ersättning. Linbastan användes för torkning av lin till 1920-talet men blev sedan lagerlokal för torvströfabriken. Bastan revs några år efter 1954 då torvströfabriken flyttade. 
Byn hade också en skvaltkvarn, den låg i bäcken från skogssjön Vean (Verasjön) till Stora Hensjön. Kvarnen var gemensam för byn - bönderna fick betjäna kvarnen själva - någon möllare fanns inte. Kvarnen försvann runt år 1900. 1916 hölls bystämma men sen dröjde det 5 år till 1921. Orsaken var nödåren som gjorde att resurser för majgillet saknades på gårdarna. Efter 1921 tappade byalaget sina funktioner och själva majgillet blev huvudsaken.1928 hölls sista stämman i byalaget. 

### Byn får ordnat skolväsende 1864 och skolan läggs ner 1969
Före 1864 bedrevs skolundervisningen ambulerande i byns olika gårdar. 1864 byggdes Hensmålas första skola. Huset finns fortfarande kvar vid väg 120 och används som privatbostad.1900-1902 byggdes en ny större skola i Hensmåla som var belägen vid vägen mot Grönvik. Skolan var i drift fram till 1969 när en ny central skola i Konga togs i bruk. Även detta hus är numera privatbostad. 

### Lanthandelsepoken 1885-1968
1883 öppnades byns första handelsbod. Den gick dock i konkurs redan 1886. 1888 öppnades ny affär med samma resultat konkurs. 1890 tillkom Frans G Karlsson affär som var en stabil affär. 1930 lades den första affären ner efter att ha haft många ägare. 1966 läggs Axmarkers handelsbod (övertogs 1946 av Axmarker) vid stationen ner och tre år senare upphörde byns äldsta affär, som drivits av fadern Frans G Carlsson och sonen Anton Carlsson i nära 80 år. Innan järnvägen öppnades kom varorna med bondeforor som körde ved till Ronneby och tog varor på hemvägen. Sedan var järnvägen transportsätt till bilismens genombrott efter andra världskriget. 

### Lantbrukarnas föreningar 1904-1958
1904 bildas andelsföreningen Hensmåla hönsgård vid stationen. 1917 upphör föreningen då man inte i kristiden kan anskaffa foder till hönsen. 1907 bildas Södra Sandsjö lantmannaförening med magasin och förvaltning i Hensmåla.1947 upphör föreningens verksamhet i Hensmåla. 1911 anläggs ett mindre sågverk som avverkas redan efter ett år.. 1927 bildas en tröskförening i byn som upplöses 1940. 1925 anlägges ett Rundbergs sågverk som förstördes i åskeldsvåda 1932. 1924 bildas en tjurförening som drivs vidare till 1958 då de moderna seminstationerna övertar avelsarbetet. Som vi kan se ersattes byalaget av en rad föreningar som drev viktigare nya frågor för lantbrukarna i byn.

### Byn moderniseras med post, el och telefon
Järnvägen kom 1896 liksom poststation. 1914 började byns elektrifiering och byn får sin första telefonförbindelse. 1933 byggs vägen om till modern landsvägsstandard. Dessa förändringar har bestått förutom järnvägen. Idag är persontrafiken ersatt med rätt lågfrekventa bussar Växjö-Älmeboda-Tingsryd. De flesta bybor har egna bilar som står för transporter av varor och resor i allt väsentligt, 

### Gårdarnas historia
Efter hemmansklyvningar splittrades Hensmåla Östregård i 7 hemman, och av Hensmåla Västregård bildades 5 hemman. 1890 hade dessa tolv gårdar 63 hektar men den hade minskat till 29 hektar 1977. Mjölkproduktion hade 1977 tre lantbruk. Störste brukaren var 1977 Erik Håkansson på Hensmåla Västregård med 40 hektar åker, mycket arrenderat av andra även utanför byn. 1977 fanns bar tre lantbruk kvar. Idag dryga fyrtio år senare är all mjölkproduktion nerlagd och endast köttdjur betar hagarna förutom hästar som ökat i antal senare år, Tingsryd kommun kallar sig ju också hästriket. Med denna näringsutveckling är det självklart att byborna pendlar till andra orters för sin försörjning. Därmed måste vi skildra byn kommunikationer-

### Kommunikationer
Den gamla häradsvägen mellan Tingsryd och Hensmåla ombyggdes 1933 till landsväg (nuvarande  länsväg120). Gamla vägen finns fortfarande kvar som en skogsväg. 
Det fanns en station på Bredåkra–Tingsryds Järnväg mellan 1896 och 1965. Persontrafiken på banan upphörde 1965. Godstrafiken till Konga upphörde1969 och då revs banan upp. Järnvägsbanken är idag cykelväg mellan Tingsryd och Konga. Vid stationen etablerades affärer, ett godsmagasin, lantmannaföreningens magasin, ett större massavedsupplag där virkesråvara till Konga sultitfabrik förvarades och "skalades" varför platsen kallades skalabacken. Från skalbacken befordrades också timmer till Ronneby redd. I stationen inrättades postatation som ersatte den gamla postgången Tingsryd-Dångebo-Älmeboda som två bönder skötte till 1896. Med järnvägen blev också dagstidningar vanligare i byarna liksom andra media. Fler hushåll blev prenumeranter. 
I Hensmåla låg sedan 1914 Tingsryds Torvströfabrik. Företaget var en andelsförening, senare aktiebolag som 1927 tvingades gå i likvidation. 1936 köptes företaget av C.E Petersson som ägde det till sin död 1940. Därefter tog hans tre söner över till 1954.Fabriken låg vid Hensmåla strax väster om stationen. 1914 byggdes en 600 millimeter smalspårig torvbana från Hensmåla till Deringekärret, torvmossen där torven bröts vid Betet i Skatemåla. Torvbanan finns utritad på ekonomiska kartan från 1949. Till en början drevs transporterna med häst men senare anförskaffades ett mindre lok Det var ett bensinmotorlok tillverkat av Therns Smedja, Tingsryd 1955. Loket såldes sedan till Söftesrnåla Torv AB. Torvbanan revs upp 1954 då fabriken flyttades åter till torvmossen i Skatemåla. .Tingsryds Torvströfabrik var en lite större torvströfabrik från anläggningen i Betet 1954. Fabriken nedlades 1970 och revs 1972. Fabrikens historia skildras också i Sandsjöboken 2004.

### Befolkningsutveckling
1890 fanns i Hensmåla by enligt husförhörsboken 158 innevånare , 1977 var de 117. Märk att byn är mycket större än SCB:s avgränsade småort som bara är resterna av gamla bykärnan i Hensmåla Västregård, som utvecklads från stationssamhälle till dagens småort. Husförhörslängden 1891-1895 hade fem torp och förutom soldattorpet 20 backstugor. Den enda bevarade torpbyggnaden  är torpet Gatan (Smedsdal,Smedjelyckan) vars historia AJ Fransson berättar på sid 78 (se referens). Av de 20 backstugorna finns 6 kvar.  I stället för de rivna 5 torpstugorna 14 backstugorna har tillkommit 31 villafastigheter till 1977 och fem fritidshus. Antalet bostäder har alltså ökat men befolkningen minska kraftigt vilket beror på kraftigt minskad familjestorlek och att  befolkningen åldrats och barnfamiljerna är färre.

## Personer från orten
- Journalisten Anton Julius Fransson.
- Författaren Verner Ohlin bodde i Hensmåla.